# چاد لیندبرگ
چاد لیندبرگ (انگلیسی: Chad Lindberg؛ زاده ۱ نوامبر ۱۹۷۶) یک هنرپیشه اهل ایالات متحده آمریکا است.

## گزیده فیلمشناسی
از فیلم‌ها یا برنامه‌های تلویزیونی که وی در آن نقش داشته‌است می‌توان به آثار زیر اشاره کرد.
- بافی قاتل خون‌آشام‌ها (مجموعه تلویزیونی) (۱۹۹۷)
- بخش فوریت‌های پزشکی (مجموعه تلویزیونی) (۱۹۹۷)
- شهر فرشته‌ها (فیلم) (۱۹۹۸)
- سرعت گری (۱۹۹۸)
- طلوع مرکوری (۱۹۹۸)
- پرونده‌های ایکس (۱۹۹۸)
- آسمان اکتبر (۱۹۹۹)
- سریع و خشمگین (فیلم ۲۰۰۱) (۲۰۰۱)
- آخرین سامورایی (۲۰۰۳)
- سی‌اس‌آی (۲۰۰۳)
- سی‌اس‌آی: نیویورک (۲۰۰۵)
- نشنال لمپون آدام و ایو (۲۰۰۵)
- سوپرنچرال (۲۰۰۶–۲۰۱۰)
- فرزندان آشوب (۲۰۰۹)
- به گورت تف می‌کنم (فیلم ۲۰۱۰) (۲۰۱۰)
- ان‌سی‌آی‌اس (۲۰۱۱)
- ذهن‌های مجرم (۲۰۱۱)
- کسل (مجموعه تلویزیونی) (۲۰۱۲)
- علف (مجموعه تلویزیونی) (۲۰۱۲)
- مأموران شیلد (۲۰۱۵)